# Pleurozium schreberi
Pleurozium schreberi és una espècie de molsa de la família de les hilocomiàcies. És una molsa robusta de 5 a 15 centímetres de llargada que forma extenses catifes de color verd pàlid o groguenc. Té un port ascendent o procumbent, de ramificació regularment pinnada; caulidis de color bru rogenc sense parafil·les. Fil·lidis de 2 a 2,5 mm. de longitud de color verd translúcid adpressos i disposades laxament al llarg del caulidi en estat humit; de forma ovada o ovatooblonga i marge enter, lleugerament plegats i fortament còncaus, d'àpex d'obtús a apiculat i nervi doble i molt curt (inclús pot ser absent). Les cèl·lules alars del fil·lidi són rogenques o atronjades, de forma rectangular paret engruixida, les de la làmines també presenten una paret gruixida i són linears i llises mentre que les apicals són més curtes; les basals tenen forma trapezoidal o el·lipsoide. Els fil·lidis caulinars són lleugerament més menuts que els rameals.
Plantes dioiques, rarament fèrtils. Esporòfit amb seta llarga d'entre 1,5 i 4,3 cm, càpsula horitzontal i el·lipsoide, opercle cònic o apiculat.

## Ecologia
Creix sobre sòls húmics o roques de naturalesa àcida en ambients humits (o lleugerament secs) de una gran quantitat de boscos de planifolis o coníferes poc densos des dels 0 a 3000 metres d'alçada. També habita clarianes de bosc, prats, molleres o més rarament ambients de tundra. Té una distribució cosmopolita i es pot trobar al llarg de tot Amèrica, Euràsia i Àfrica del Sud. Als Països Catalans és molt comuna en fagedes, bedollars, avetoses, pinedes de pi roig o negre de l'estatge montà o subalpí així com prats, matollars o més rarament molleres. Present als Pirineus, i altres comarques de clima humit com l'Alt Empordà, la Garrotxa, Osona i apareix més rarament al massís de Penyagolosa (País Valencià).

## Galeria d'imatges

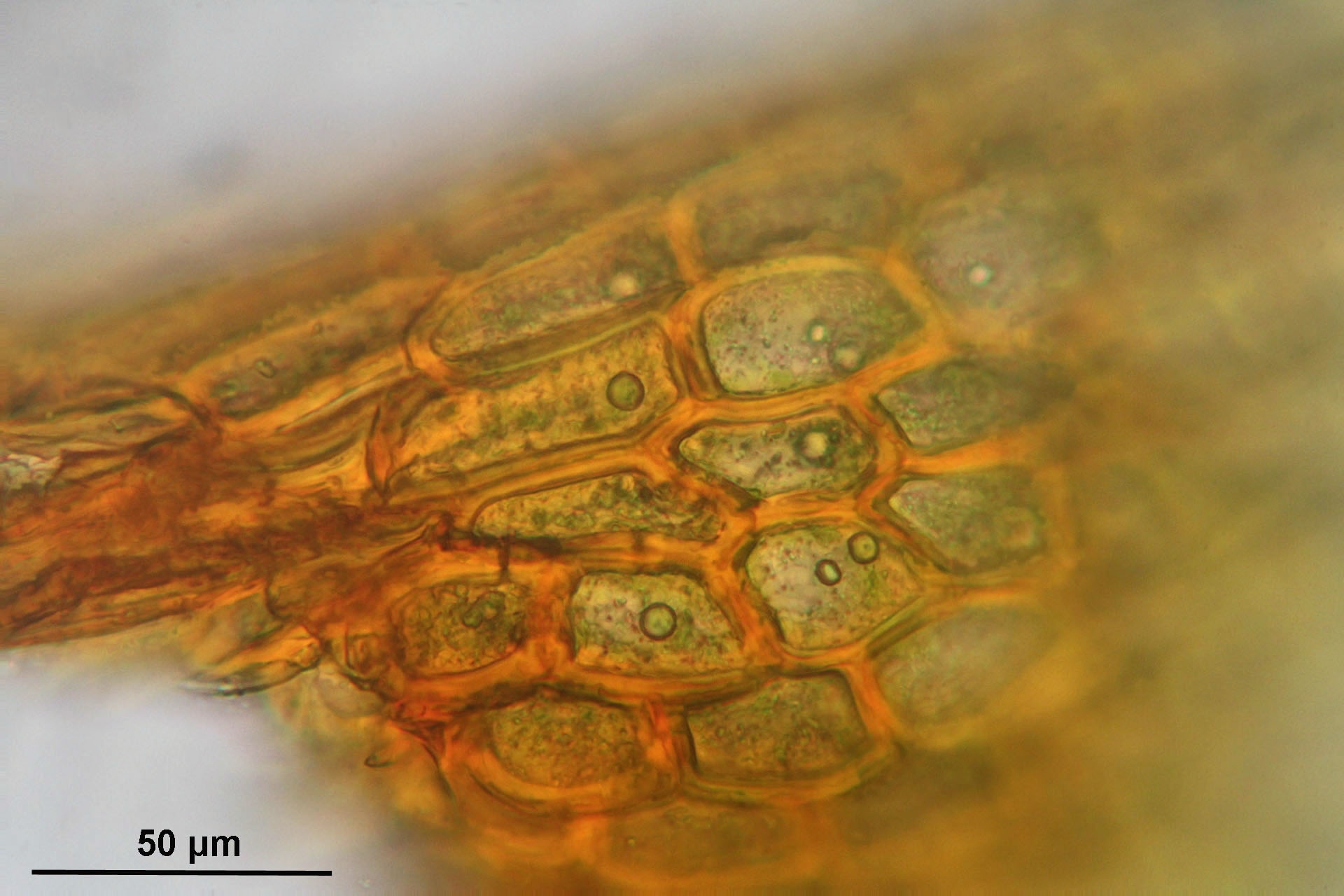
Cèl·lules alars observades a través d'un microscopi, s'observa la coloració ataronjada i la forma rectangular d'aquestes.
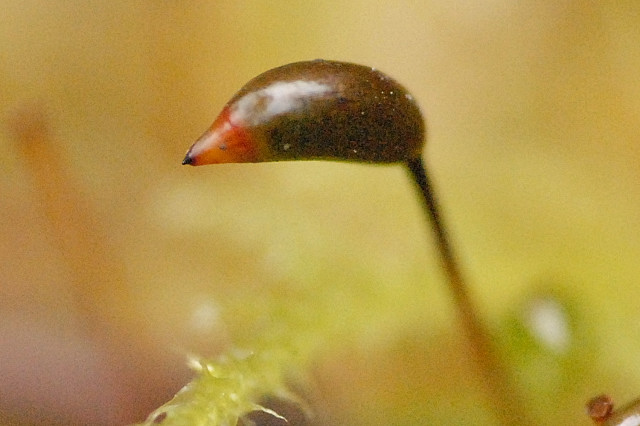
Càpsula.
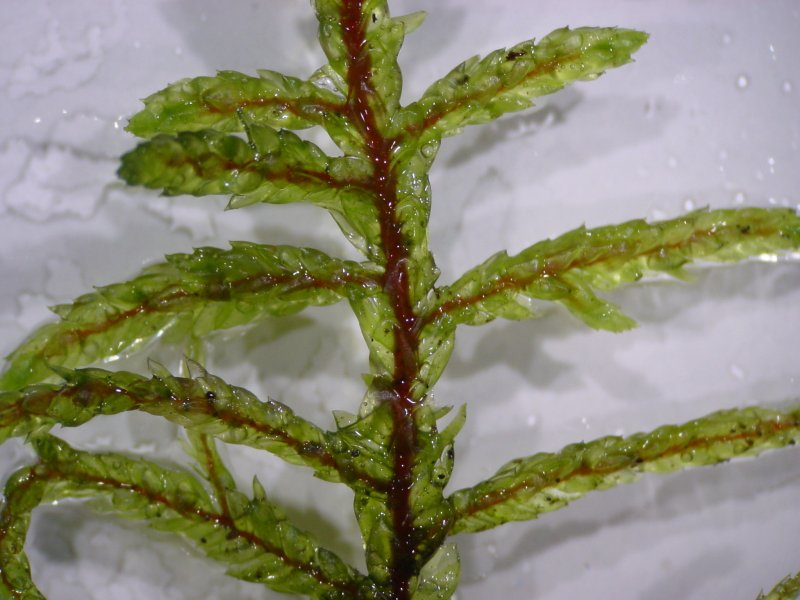
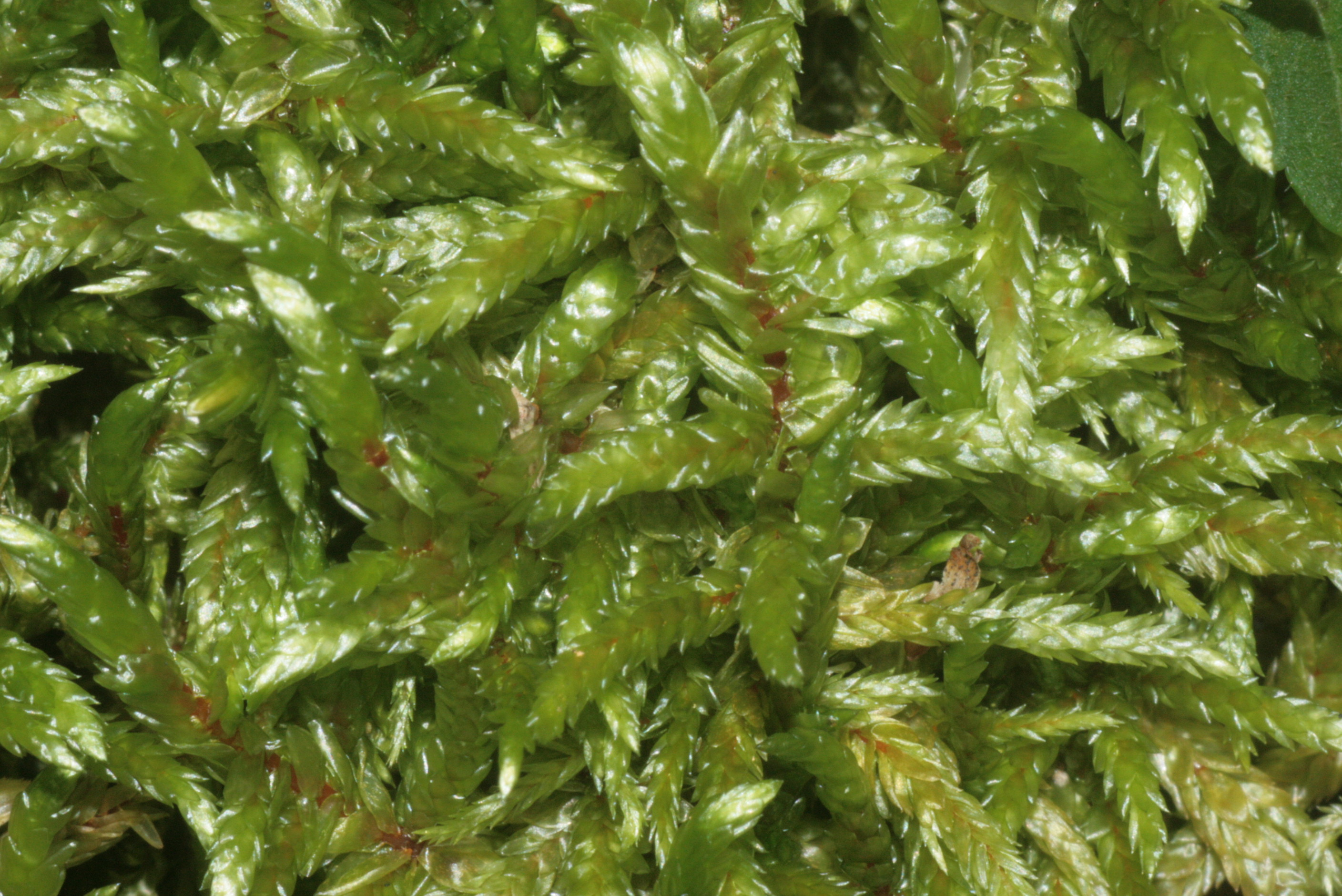